# Zaleops umbrina
Zaleops umbrina là một loài bướm đêm trong họ Erebidae.